# الکانو
الکانو (به اسپانیایی: Alcanó) یک شهرستان در اسپانیا است که در Segriá واقع شده‌است.

## خصوصیات
الکانو ۲۱ کیلومترمربع مساحت دارد ۲۱۴ متر بالاتر از سطح دریا واقع شده‌است.